# Matchbox (фильм)
Matchbox — будущий американский приключенческий боевик режиссёра Сэма Харгрейва по сценарию Дэвида Коггешолла и Джонатана Троппера, снятый по мотивам серии игрушек компании Matchbox. В главных ролях снялись Джон Сина, Джессика Бил, Сэм Ричардсон, Артуро Кастро, Тейона Паррис, Рандип Худa, Данай Гурира и Кори Столл.
Премьера фильма запланирована на осень 2026 года.

## Сюжет
Шон, завершив задание, возвращается в родной город, где вновь соединяется со своими друзьями детства, с которыми не общался двадцать лет. Во время их воссоединения группа похищена и подставлена за неудавшуюся операцию. Теперь им придётся работать вместе, чтобы доказать свою невиновность и проверить свою дружбу на прочность.

## В ролях
- Джон Сина — Джива / Принц Витал
- Джессика Бил
- Сэм Ричардсон — Ронни / Принц Витал
- Артуро Кастро
- Тейона Паррис
- Рандип Худа — Виджай Худ
- Данай Гурира
- Кори Столл

## Производство
В мае 2024 года кинокомпании Skydance Media и Mattel Films начали разработку игрового фильма, основанного на бренде игрушек Matchbox. Сэм Харгрейв стал режиссёром фильма, а Дэвид Коггешолл и Джонатан Троппер авторами сценария. В сентябре Джон Сина получил главную роль. В ноябре Джессика Бил присоединилась к составу фильма в неопределённой роли. В декабре к актёрскому составу присоединились Сэм Ричардсон, Артуро Кастро и Тейона Паррис в неопределённых ролях. В январе 2025 года к актёрскому составу присоединились Рандип Худа, Данай Гурира и Кори Столл..
Съёмки начались в Будапеште в январе 2025 года, дополнительные съёмки проходили в Касабланке в марте, о чём свидетельствуют посты в соцсетях, показывающие, как Джон Сина снимается в сценах с гоночными автомобилями. Сцены также были сняты в Эрфуде и Мерзуге. Ожидалось, что производство также будет проводиться в Словакии (съёмки уже завершены на 7 апреля 2025 года) и в Лос-Анджелесе.
Премьера фильма запланирована на осень 2026 года.